# West Japan Railway Company
West Japan Railway Company (яп. 西日本旅客鉄道株式会社 Ниси-Нихон Рёкаку Тэцудо Кабусики-гайся), также называемое JR West (яп. JR西日本 Джэйару Ниси-Нихон), — одна из компаний группы Japan Railways Group (JR Group), работающая на западе Хонсю.

## История
JR West была создана как акционерное общество (кабусики-гайся) 1 апреля 1987 года по плану разделения государственной компании Japanese National Railways. Первоначально это было подразделение, принадлежащее JNR Settlement Corporation, специальной компании, созданной для перераспределения активов бывшей JNR между новыми компаниями JR.
Первые пять лет своего существования компания арендовала свою наиболее прибыльную линию Санъё-синкансэн у отдельной компании Shinkansen Holding Company, а после, в октябре 1991 года, выкупила её за 974.1 миллиона иен (около 7.2 миллионов долларов США).
JNRSC продала 68,3 % акций JR West в ходе первичного публичного предложения на Токийской фондовой бирже в октябре 1996 года. После того, как JNRSC распалась в октябре 1998 года, её активы JR West были переданы правительственной Japan Railway Construction Public Corporation (JRCC), которая в октябре 2003 года же объединилась с Japan Railway Construction, Transport and Technology Agency (JRTT) по плану бюрократической реформы. JRTT позже предложила все свои активы JR West на международном первичном публичном размещении в 2004 году, тем самым окончив эру принадлежности компании правительству. Сейчас JR West имеет листинг акций на Токийской фондовой бирже, Нагойской фондовой бирже, Осакской бирже ценных бумаг и Фукуокской фондовой бирже.
25 апреля 2005 на линии Фукутияма (Такарадзука) произошло крушение поезда, 107 человек погибло, включая машиниста.

## Линии

### Санъё-синкансэн
Наиболее прибыльная линия JR West — скоростная железная дорога Санъё-синкансэн, которая соединяет Осаку и Фукуоку. Прибыль от Санъё-синкансэн составляет около 40 % выручки от пассажирских линий JR West. Компания также управляет линией Хаката Минами в Фукуоке, короткой пригородной линией, которая использует электропоезда синкансэна.

## Галерея

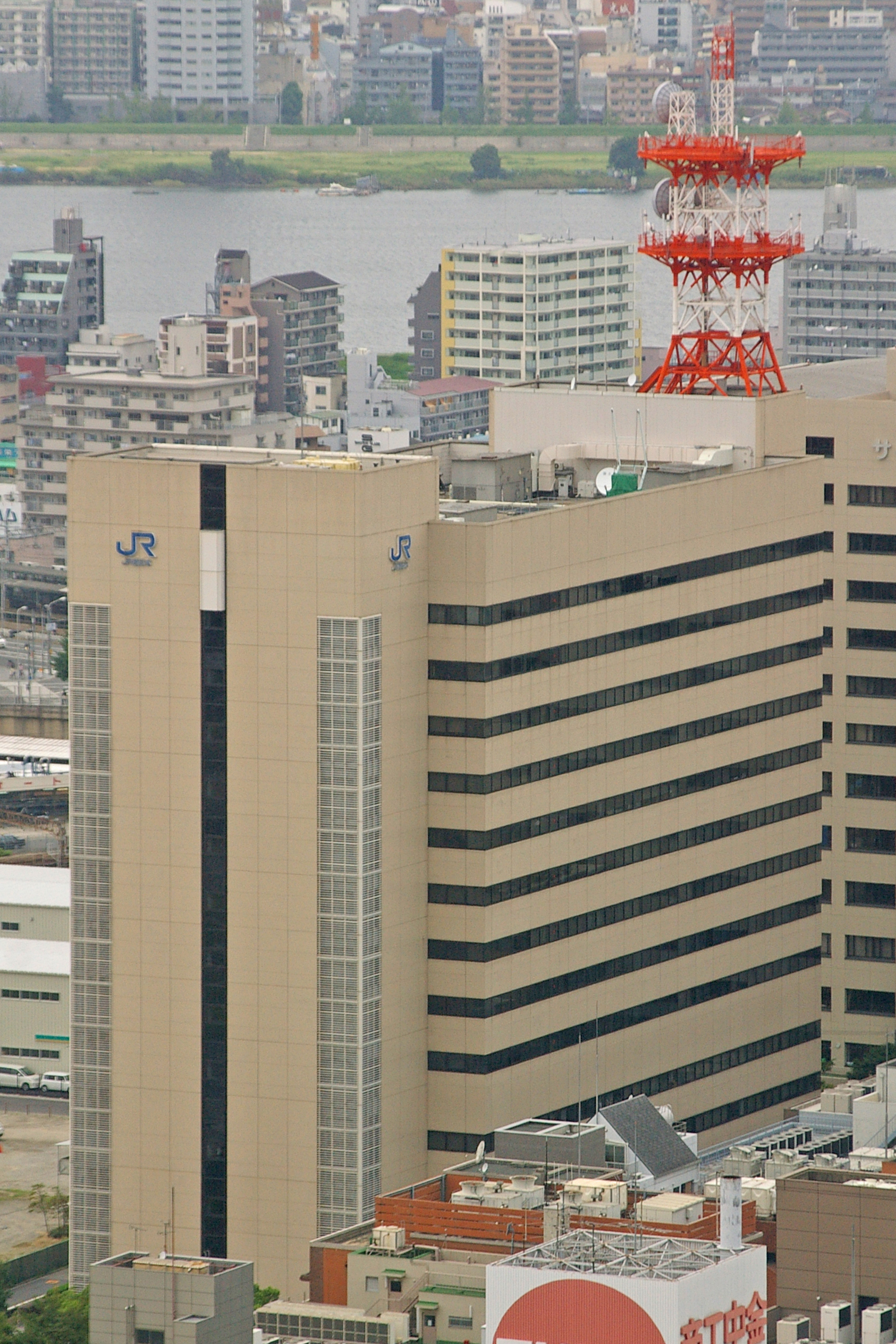
Штаб-квартира JR West в Кита-ку, Осака
Зона ответственности JR West показана темно-синей; она включает регионы Кансай, Тюгоку и Хокурикудо
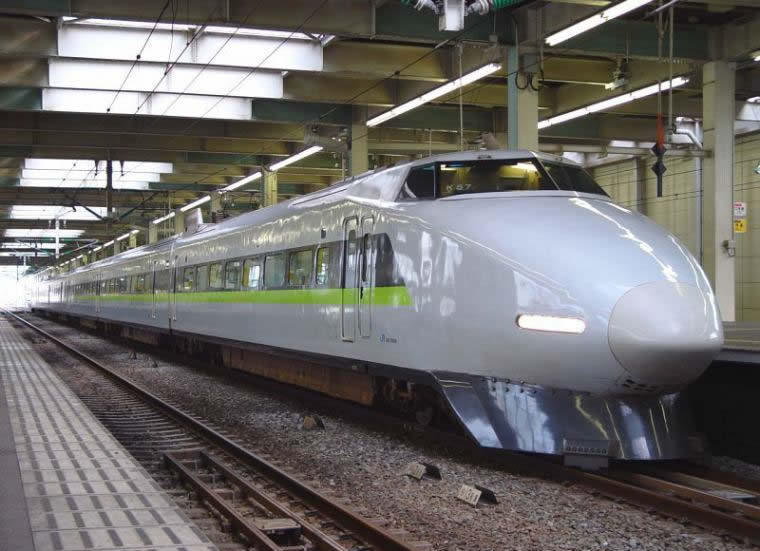
Электропоезд серии 100 сети Синкансэн